# Cửa khẩu Na Hình
Cửa khẩu Na Hình hay Cửa khẩu Nà Hình là cửa khẩu tại vùng đất bản Nà Hình xã Thụy Hùng huyện Văn Lãng tỉnh Lạng Sơn, Việt Nam .
Cửa khẩu Na Hình thông thương sang cửa khẩu Kéo Ái (叫隘 Jiào ài, âm Hán Việt là Khiếu ài) 22°08′06″B 106°41′50″Đ / 22,134863°B 106,697238°Đ ở trấn Bằng Tường 凭祥, Sùng Tả 崇左, tỉnh Quảng Tây 广西, Trung Quốc .
Tên gọi cửa khẩu đặt theo tên trạm Biên phòng Na Hình, đặt ở bản Nà Hình, nên một số bài báo dùng tên Nà Hình. Cửa khẩu chia sẻ giao thương hàng hóa cho cửa khẩu chính của Lạng Sơn.
Cửa khẩu cũng là điểm nóng về buôn lậu ma túy có mang kèm vũ khí.